# L'Illusionniste
L'Illusionniste (internationale titel: The Illusionist) is een Frans-Britse animatiefilm uit 2010 onder regie van Sylvain Chomet. Het verhaal is gebaseerd op een onuitgegeven script van Jacques Tati. De film ging in première op 16 februari 2010 op het Internationaal filmfestival van Berlijn.

## Verhaal
Aan het einde van de jaren '50 wordt de variété in Parijs verdrukt door de opkomst van de rock-'n-roll. Een illusionist hoopt meer geluk te vinden in het Verenigd Koninkrijk maar ook daar botst hij op hetzelfde probleem. In een bar in Schotland ontmoet hij Alice, wat zowel haar leven als dat van de illusionist zal veranderen.

## Rolverdeling
| Acteur            | Personage                  |
| ----------------- | -------------------------- |
| Jean-Claude Donda | Tatischeff, de illusionist |
| Eilidh Rankin     | Alice                      |
| Duncan MacNeil    | diverse stemmen            |
| Raymond Mearns    | diverse stemmen            |
| James T. Muir     | diverse stemmen            |
| Tom Urie          | diverse stemmen            |
| Paul Bandey       | diverse stemmen            |

## Prijzen en nominaties
De belangrijkste:
| jaar | prijs                | categorie          | genomineerde(n)    | uitslag     |
| ---- | -------------------- | ------------------ | ------------------ | ----------- |
| 2010 | Europese filmprijzen | Beste animatiefilm | Beste animatiefilm | Gewonnen    |
| 2011 | Oscar                | Beste animatiefilm | Beste animatiefilm | Genomineerd |
| 2011 | Golden Globe Awards  | Beste animatiefilm | Beste animatiefilm | Genomineerd |
| 2011 | César                | Beste animatiefilm | Beste animatiefilm | Gewonnen    |